# Meus Prêmios Nick 2018
O Meus Prêmios Nick 2018 é a 19ª edição da premiação Meus Prêmios Nick, que aconteceu no Citibank Hall (São Paulo) no dia 7 de novembro de 2018 e foi transmitido pelo canal Nickelodeon em 11 de novembro de 2018. Maísa Silva será a apresentadora dos MPN esse ano, sendo a segunda mulher a apresentar a premiação sozinha, sendo a primeira, a atriz Larissa Manoela na edição de 2017. Neste ano a lista de indicados foi divulgada no dia 27 de agosto Kally's Mashup (vencedora de 4 indicações), Anitta e Maisa lideraram a lista de indicações com 4 nomeações cada.  

## Apresentações
| Cantor(a)                          | Canção                                     |
| ---------------------------------- | ------------------------------------------ |
| Luan Santana Mc Kekel              | "Vingança"                                 |
| Maia Reficco Alex Hoyer Lalo Brito | "Worlds Collide" "Crushed" "Unísono"       |
| Matheus & Kauan                    | "Ao Vivo e A Cores" "Te Assumi Pro Brasil" |

## Programas
Os nomes escritos em verde são os vencedores:

### Programa de TV Favorito
| Indicado                | Resultado | País           | Emissora    |
| ----------------------- | --------- | -------------- | ----------- |
| As Aventuras de Poliana | Indicado  | Brasil         | SBT         |
| Kally's Mashup          | Venceu    | Argentina      | Nickelodeon |
| Stranger Things         | Indicado  | Estados Unidos | Netflix     |
| The Voice Kids (Brasil) | Indicado  | Brasil         | Rede Globo  |

### Programa da Nick Favorito
| Indicado        | Resultado | País           |
| --------------- | --------- | -------------- |
| Bob Esponja     | Indicado  | Estados Unidos |
| Henry Danger    | Indicado  | Estados Unidos |
| Kally's Mashup  | Venceu    | Argentina      |
| The Thundermans | Indicado  | Estados Unidos |

### Desenho Animado Favorito
| Indicado                 | Resultado | País           | Emissora        |
| ------------------------ | --------- | -------------- | --------------- |
| Bob Esponja              | Venceu    | Estados Unidos | Nickelodeon     |
| Gravity Falls            | Indicado  | Estados Unidos | Disney XD       |
| Os Jovens Titãs em Ação! | Indicado  | Estados Unidos | Cartoon Network |
| The Loud House           | Indicado  | Estados Unidos | Nickelodeon     |

### Artista de TV Favorito
| Indicado        | Resultado | País      |
| --------------- | --------- | --------- |
| Larissa Manoela | Indicado  | Brasil    |
| Luan Santana    | Indicado  | Brasil    |
| Maia Reficco    | Venceu    | Argentina |
| Maisa Silva     | Indicado  | Brasil    |

## Música

### Musica do Ano
| Indicado            | Artista                               | Resultado | País   |
| ------------------- | ------------------------------------- | --------- | ------ |
| "Ao Vivo e A Cores" | Matheus & Kauan part. Anitta          | Indicado  | Brasil |
| "Din Din Din"       | Ludmilla part. MC Pupio E MC Doguinha | Indicado  | Brasil |
| "Medicina"          | Anitta                                | Venceu    | Brasil |
| "O Sol"             | Vitor Kley                            | Indicado  | Brasil |

### Revelação Musical
| Indicado    | Resultado | País   |
| ----------- | --------- | ------ |
| BFF Girls   | Indicado  | Brasil |
| Clau        | Indicado  | Brasil |
| MC Bruninho | Venceu    | Brasil |
| UM44K       | Indicado  | Brasil |

### Artista Musical Favorito
| Indicado      | Resultado | País   |
| ------------- | --------- | ------ |
| Anavitória    | Indicado  | Brasil |
| Anitta        | Venceu    | Brasil |
| Luan Santana  | Indicado  | Brasil |
| Pabllo Vittar | Indicado  | Brasil |

### Artista Internacional Favorito
| Indicado       | Resultado | País           |
| -------------- | --------- | -------------- |
| Ariana Grande  | Venceu    | Estados Unidos |
| Camila Cabello | Indicado  | Cuba           |
| Harry Styles   | Indicado  | Reino Unido    |
| Selena Gomez   | Indicado  | Estados Unidos |

## Cinema

### Filme Favorito
| Indicado                              | Resultado | País           |
| ------------------------------------- | --------- | -------------- |
| Fala Sério, Mãe!                      | Venceu    | Brasil         |
| Hotel Transylvania 3: Summer Vacation | Indicado  | Estados Unidos |
| Jumanji: Bem-Vindo à Selva            | Indicado  | Estados Unidos |
| Os Incríveis 2                        | Indicado  | Estados Unidos |

## Internet

### Canal de Youtube Favorito
| Indicado    | Resultado | País   |
| ----------- | --------- | ------ |
| Maisa Silva | Venceu    | Brasil |
| Bibi Tatto  | Indicado  | Brasil |
| RezendeEvil | Indicado  | Brasil |
| Você Sabia? | Indicado  | Brasil |

### Youtuber Musical Favorito
| Indicado        | Resultado | País   |
| --------------- | --------- | ------ |
| BFF Girls       | Venceu    | Brasil |
| FutParódias     | Indicado  | Brasil |
| Mariana Nolasco | Indicado  | Brasil |
| Sofia Oliveira  | Indicado  | Brasil |

### Gamer favorito
| Indicado    | Resultado | País   |
| ----------- | --------- | ------ |
| AM3NIC      | Indicado  | Brasil |
| Bibi Tatto  | Venceu    | Brasil |
| Lipão Gamer | Indicado  | Brasil |
| TazerCraft  | Indicado  | Brasil |

## Pessoas

### Gato Trendy
| Indicado       | Resultado | País   |
| -------------- | --------- | ------ |
| Alisson Becker | Indicado  | Brasil |
| Alok           | Venceu    | Brasil |
| João Guilherme | Indicado  | Brasil |
| Luiz Mariz     | Indicado  | Brasil |

### Gata trendy
| Indicado           | Resultado | País   |
| ------------------ | --------- | ------ |
| Anitta             | Venceu    | Brasil |
| Flavia Pavanelli   | Indicado  | Brasil |
| Marina Ruy Barbosa | Indicado  | Brasil |

### Meme do Ano
| Indicado                                                    | Resultado | País   |
| ----------------------------------------------------------- | --------- | ------ |
| Canarinho Pistola - (Mascote da Seleção Brasileira da Copa) | Indicado  | Brasil |
| CR sou lindo - (Cristiano Ronaldo e seu fã)                 | Indicado  | Brasil |
| Neymar rolando - (Neymar)                                   | Indicado  | Brasil |
| Tite caindo - (Tite (treinador de futebol))                 | Venceu    | Brasil |

### Ship do Ano
| Indicado                                    | Resultado | País      |
| ------------------------------------------- | --------- | --------- |
| Brumar - (Bruna Marquezine e Neymar)        | Indicado  | Brasil    |
| Kally e Dante - (Maia Reficco e Alex Hoyer) | Venceu    | Argentina |
| Maisa Silva e Nicholas Arashiro             | Indicado  | Brasil    |
| Whindersson Nunes e Luísa Sonza             | Indicado  | Brasil    |

### Instagram favorito
| Indicado        | Resultado | País   |
| --------------- | --------- | ------ |
| Giovanna Chaves | Indicado  | Brasil |
| Larissa Manoela | Venceu    | Brasil |
| Maisa Silva     | Indicado  | Brasil |

### Fandom do Ano
| Indicado                     | Resultado | País          |
| ---------------------------- | --------- | ------------- |
| Anitters - Anitta            | Indicado  | Brasil        |
| BTS Army - BTS               | Venceu    | Coreia do Sul |
| Directioners - One Direction | Indicado  | Reino Unido   |
| Luanetes - Luan Santana      | Indicado  | Brasil        |

## Esportes

### Atleta do Ano
| Indicado                      | Resultado | País   |
| ----------------------------- | --------- | ------ |
| Flávia Saraiva (Ginasta)      | Indicado  | Brasil |
| Marta (futebolista) (Futebol) | Indicado  | Brasil |
| Neymar (Futebol)              | Venceu    | Brasil |
| Philippe Coutinho (Futebol)   | Indicado  | Brasil |